# Segunda División B de España 1982-83
La temporada 1982–83 de la Segunda División B de España de fútbol corresponde a la 6.ª edición del campeonato y se disputó entre el 4 de septiembre de 1982 y el 22 de mayo de 1983.

## Sistema de competición
Participaron cuarenta clubes de toda la geografía española. Encuadrados en dos grupos, se enfrentaron todos contra todos en dos ocasiones -una en campo propio y otra en campo contrario- durante un total de 38 jornadas. El orden de los encuentros se decidía por sorteo antes de empezar la competición. La Real Federación Española de Fútbol era la responsable de designar a los árbitros de cada encuentro.
El ganador de un partido obtenía dos puntos, el perdedor no sumaba puntos, y en caso de un empate había un punto para cada equipo. Al término del campeonato, el equipo que acumulaba más puntos se proclamaba campeón y ascendía, junto con el subcampeón, a Segunda División.
Los tres últimos equipos clasificados de cada grupo descendían a Tercera División.

## Nota
Hoy en día hay clubes que su nombre han derivado a idiomas como catalán-valenciano-balear, euskera o gallego; pero para reflejar la realidad de la época, los nombres de los equipos aparecen tal y como se inscribieron para competir en esta temporada.

## Equipos de la temporada 1982/83
| Datos de ascensos y descensos |
| --- |
| Burgos CF desciende de Segunda División A. FC Barcelona Atlético, Cartagena FC, Jerez CD y Palencia CF ascienden a Segunda División A. CD Ensidesa, Las Palmas Atlético, CD Mirandés, Tarrasa FC, UD Vall de Uxó y Zamora CF descienden a Tercera División. Albacete Balompié, CD Binéfar, CD Hospitalet, Osasuna Promesas, AD Parla y UD Poblense ascienden a Segunda División B. Además también ascienden a Segunda División B CD Alcoyano, CD Fuengirola y Talavera CF para cubrir las plazas vacantes que dejaron AD Almería, Getafe Deportivo y Levante UD quienes descendieron de Segunda División A a Tercera División por motivos económicos. |

### Grupo I
En este grupo se encuentran los equipos de: Galicia (2), Asturias (1), País Vasco (5), la mayor parte de Cataluña (3), Castilla y León (2), Canarias (1), Navarra (1), La Rioja (1), Aragón (3) y Principado de Andorra (1).
| - SD Compostela - Racing de Ferrol - Sporting Atlético - Baracaldo CF - Bilbao Athletic - SD Erandio - San Sebastián CF - Sestao SC - Gimnástico de Tarragona - UD Lérida |  | - CF Reus Deportivo - Burgos CF - Cultural Leonesa - CD Tenerife - Osasuna Promesas - CD Logroñés - CD Binéfar - CD Endesa Andorra - SD Huesca - FC Andorra |

### Grupo II
En este grupo se encuentran los equipos de: Parte de Cataluña (1), Comunidad Valenciana (1), Comunidad de Madrid (3), Andalucía (7), Islas Baleares (2), Región de Murcia (1), Extremadura (1), Castilla-La Mancha (3), y la ciudad autónoma de Ceuta (1).
| - CD Hospitalet - CD Alcoyano - RSD Alcalá - AD Parla - AD Torrejón - Algeciras CF - CD Antequerano - CD Fuengirola - Granada CF - Real Jaén CF |  | - Racing Portuense - CD San Fernando - SD Ibiza - UD Poblense - CF Lorca Deportiva - CD Badajoz - Albacete Balompié - CF Calvo Sotelo - Talavera CF - AD Ceuta |

## Resultados y clasificaciones

### Grupo I

#### Clasificación
| Pos. | Equipo                   | Pts. | PJ | G  | E  | P  | GF | GC | Dif. | Clasificación               |
| ---- | ------------------------ | ---- | -- | -- | -- | -- | -- | -- | ---- | --------------------------- |
| 1    | Bilbao Athletic (C, A)   | 59   | 38 | 26 | 7  | 5  | 91 | 35 | +56  | Ascenso a Segunda División  |
| 2    | C. D. Tenerife (A)       | 52   | 38 | 23 | 6  | 9  | 75 | 36 | +39  | Ascenso a Segunda División  |
| 3    | Burgos C. F.             | 47   | 38 | 19 | 9  | 10 | 61 | 31 | +30  | Disuelto                    |
| 4    | Sestao S. C.             | 46   | 38 | 19 | 8  | 11 | 56 | 38 | +18  |                             |
| 5    | Gimnástico de Tarragona  | 42   | 38 | 15 | 12 | 11 | 39 | 30 | +9   |                             |
| 6    | San Sebastián C. F.      | 41   | 38 | 15 | 11 | 12 | 37 | 35 | +2   |                             |
| 7    | C. D. Logroñés           | 40   | 38 | 13 | 14 | 11 | 44 | 35 | +9   |                             |
| 8    | F. C. Andorra            | 39   | 38 | 15 | 9  | 14 | 43 | 46 | −3   |                             |
| 9    | Racing de Ferrol         | 39   | 38 | 14 | 11 | 13 | 45 | 48 | −3   |                             |
| 10   | U. D. Lérida             | 39   | 38 | 15 | 9  | 14 | 46 | 47 | −1   |                             |
| 11   | S. D. Compostela         | 39   | 38 | 14 | 11 | 13 | 30 | 39 | −9   |                             |
| 12   | S. D. Huesca             | 37   | 38 | 14 | 9  | 15 | 42 | 45 | −3   |                             |
| 13   | Osasuna Promesas         | 34   | 38 | 11 | 12 | 15 | 35 | 42 | −7   |                             |
| 14   | Baracaldo C. F.          | 34   | 38 | 13 | 8  | 17 | 37 | 53 | −16  |                             |
| 15   | C. D. Endesa Andorra     | 33   | 38 | 13 | 7  | 18 | 48 | 66 | −18  |                             |
| 16   | Sporting Atlético        | 32   | 38 | 11 | 10 | 17 | 47 | 53 | −6   |                             |
| 17   | C. D. Binéfar            | 31   | 38 | 9  | 13 | 16 | 40 | 57 | −17  |                             |
| 18   | S. D. Erandio            | 31   | 38 | 9  | 13 | 16 | 28 | 42 | −14  |                             |
| 19   | Cultural Leonesa (D)     | 28   | 38 | 10 | 8  | 20 | 34 | 52 | −18  | Descenso a Tercera División |
| 20   | C. F. Reus Deportivo (D) | 17   | 38 | 5  | 7  | 26 | 28 | 76 | −48  | Descenso a Tercera División |

 Fuente: BDFútbol
Criterios de clasificación: Puntos · Diferencia de goles · Goles a favor · Play-off
Notas:
1. 1 2  El Burgos C. F. fue disuelto al finalizar la temporada. La S. D. Erandio fue el equipo repescado para ocupar la plaza vacante.

#### Resultados
| Local \ Visitante       | FCA | BAR | BIL | BIN | BUR | COM | CUL | EAN | ERA | GIM | HUE | LER | LOG | OSA | RFE | REU | SAS | SES | SPO | TEN |
| ----------------------- | --- | --- | --- | --- | --- | --- | --- | --- | --- | --- | --- | --- | --- | --- | --- | --- | --- | --- | --- | --- |
| F. C. Andorra           | —   | 4–1 | 1–3 | 2–2 | 1–0 | 2–1 | 1–0 | 2–0 | 0–0 | 3–1 | 1–1 | 1–0 | 1–0 | 1–0 | 4–0 | 2–0 | 1–0 | 3–1 | 0–2 | 0–0 |
| Baracaldo C. F.         | 3–2 | —   | 0–3 | 2–0 | 0–0 | 2–1 | 1–0 | 5–3 | 1–0 | 0–2 | 1–1 | 2–1 | 2–0 | 0–0 | 2–0 | 1–0 | 1–4 | 2–3 | 2–1 | 1–4 |
| Bilbao Athletic         | 4–0 | 2–1 | —   | 2–1 | 1–1 | 3–1 | 2–0 | 8–0 | 4–0 | 3–0 | 3–0 | 0–2 | 2–1 | 3–1 | 4–0 | 2–0 | 3–0 | 4–2 | 2–1 | 3–0 |
| C. D. Binéfar           | 2–1 | 0–0 | 4–4 | —   | 1–4 | 0–3 | 2–2 | 2–1 | 2–2 | 0–0 | 4–1 | 1–1 | 1–1 | 1–2 | 1–1 | 2–0 | 1–1 | 1–2 | 1–0 | 0–3 |
| Burgos C. F.            | 4–2 | 2–0 | 1–1 | 0–0 | —   | 2–0 | 2–3 | 2–0 | 3–0 | 3–1 | 2–0 | 4–1 | 2–0 | 1–1 | 5–0 | 3–1 | 2–0 | 1–1 | 4–1 | 2–0 |
| S. D. Compostela        | 0–0 | 1–0 | 1–1 | 2–1 | 1–0 | —   | 2–1 | 2–0 | 1–0 | 1–0 | 1–0 | 0–1 | 0–0 | 1–0 | 0–0 | 2–0 | 0–1 | 1–0 | 1–1 | 3–0 |
| Cultural Leonesa        | 2–0 | 2–0 | 0–2 | 3–1 | 1–2 | 0–0 | —   | 2–1 | 1–1 | 0–0 | 0–1 | 2–0 | 1–2 | 2–0 | 0–2 | 3–0 | 1–0 | 0–0 | 0–0 | 1–3 |
| C. D. Endesa Andorra    | 3–0 | 2–1 | 1–1 | 2–0 | 0–0 | 0–0 | 2–0 | —   | 1–0 | 3–2 | 2–0 | 0–0 | 1–1 | 3–1 | 2–0 | 2–2 | 1–3 | 2–0 | 2–0 | 2–3 |
| S. D. Erandio           | 0–1 | 1–0 | 1–2 | 1–1 | 1–1 | 1–1 | 1–0 | 2–0 | —   | 0–0 | 2–0 | 1–1 | 1–1 | 1–0 | 2–1 | 2–1 | 0–0 | 0–3 | 3–2 | 0–0 |
| Gimnástico de Tarragona | 0–1 | 0–0 | 1–0 | 0–0 | 0–1 | 4–0 | 2–1 | 2–1 | 0–0 | —   | 1–1 | 2–0 | 1–0 | 2–0 | 3–1 | 1–0 | 2–1 | 1–0 | 3–0 | 2–1 |
| S. D. Huesca            | 2–1 | 5–1 | 2–0 | 0–1 | 1–0 | 5–0 | 2–0 | 2–1 | 1–0 | 0–0 | —   | 2–1 | 1–0 | 0–1 | 0–2 | 3–1 | 0–1 | 2–1 | 2–2 | 2–2 |
| U. D. Lérida            | 1–1 | 4–1 | 1–4 | 2–0 | 1–0 | 1–0 | 0–2 | 4–1 | 3–1 | 1–1 | 2–2 | —   | 1–1 | 0–1 | 1–1 | 1–1 | 2–0 | 2–1 | 2–1 | 2–1 |
| C. D. Logroñés          | 3–0 | 0–0 | 1–3 | 1–2 | 0–0 | 2–0 | 2–0 | 2–1 | 1–0 | 1–0 | 2–0 | 0–3 | —   | 2–0 | 3–0 | 1–1 | 1–1 | 1–1 | 1–1 | 4–0 |
| Osasuna Promesas        | 2–2 | 1–0 | 1–1 | 1–2 | 3–0 | 1–1 | 0–0 | 3–3 | 1–0 | 2–0 | 2–0 | 1–2 | 2–2 | —   | 1–1 | 0–0 | 0–3 | 0–0 | 1–0 | 1–2 |
| Racing de Ferrol        | 2–0 | 0–0 | 0–1 | 1–2 | 1–0 | 2–0 | 5–2 | 1–0 | 3–0 | 0–0 | 0–0 | 1–0 | 0–3 | 3–1 | —   | 2–0 | 4–1 | 0–0 | 1–2 | 1–1 |
| C. F. Reus Deportivo    | 0–0 | 2–1 | 0–3 | 1–0 | 2–4 | 0–1 | 1–1 | 0–3 | 1–0 | 0–3 | 1–2 | 1–2 | 2–2 | 0–2 | 1–2 | —   | 1–3 | 1–0 | 2–1 | 2–5 |
| San Sebastián C. F.     | 1–1 | 0–0 | 1–0 | 1–0 | 0–3 | 0–0 | 4–0 | 2–0 | 1–0 | 0–0 | 1–0 | 1–0 | 1–0 | 0–1 | 1–1 | 1–0 | —   | 1–1 | 0–0 | 0–2 |
| Sestao S. C.            | 2–1 | 1–0 | 5–3 | 2–0 | 3–0 | 1–0 | 1–0 | 5–0 | 1–1 | 1–0 | 4–1 | 3–0 | 2–0 | 1–0 | 0–3 | 2–1 | 1–1 | —   | 2–1 | 2–0 |
| Sporting Atlético       | 2–0 | 1–2 | 1–2 | 3–1 | 1–0 | 1–1 | 1–0 | 1–2 | 0–3 | 2–2 | 0–0 | 2–0 | 1–2 | 1–1 | 1–1 | 7–1 | 3–1 | 2–1 | —   | 1–0 |
| C. D. Tenerife          | 1–0 | 0–1 | 2–2 | 2–0 | 1–0 | 6–0 | 6–1 | 5–0 | 2–0 | 2–0 | 1–0 | 3–0 | 0–0 | 1–0 | 4–2 | 4–1 | 2–0 | 2–0 | 4–0 | —   |

### Grupo II

#### Clasificación
| Pos. | Equipo                 | Pts. | PJ | G  | E  | P  | GF | GC | Dif. | Clasificación               |
| ---- | ---------------------- | ---- | -- | -- | -- | -- | -- | -- | ---- | --------------------------- |
| 1    | Granada C. F. (C, A)   | 53   | 38 | 22 | 9  | 7  | 51 | 29 | +22  | Ascenso a Segunda División  |
| 2    | Algeciras C. F. (A)    | 50   | 38 | 18 | 14 | 6  | 37 | 21 | +16  | Ascenso a Segunda División  |
| 3    | Albacete Balompié      | 50   | 38 | 20 | 10 | 8  | 50 | 24 | +26  |                             |
| 4    | C. D. Antequerano      | 47   | 38 | 18 | 11 | 9  | 49 | 28 | +21  |                             |
| 5    | Racing Portuense       | 43   | 38 | 16 | 11 | 11 | 37 | 31 | +6   |                             |
| 6    | Talavera C. F.         | 41   | 38 | 15 | 11 | 12 | 49 | 38 | +11  |                             |
| 7    | C. D. Alcoyano         | 41   | 38 | 16 | 9  | 13 | 38 | 42 | −4   |                             |
| 8    | C. D. Badajoz          | 41   | 38 | 19 | 3  | 16 | 47 | 33 | +14  |                             |
| 9    | A. D. Ceuta            | 39   | 38 | 13 | 13 | 12 | 51 | 37 | +14  |                             |
| 10   | A. D. Parla            | 39   | 38 | 13 | 13 | 12 | 39 | 39 | 0    |                             |
| 11   | C. F. Lorca Deportiva  | 39   | 38 | 13 | 13 | 12 | 40 | 32 | +8   |                             |
| 12   | Real Jaén C. F.        | 38   | 38 | 14 | 10 | 14 | 41 | 40 | +1   |                             |
| 13   | C. F. Calvo Sotelo     | 38   | 38 | 14 | 10 | 14 | 47 | 47 | 0    |                             |
| 14   | C. D. Hospitalet       | 38   | 38 | 12 | 14 | 12 | 45 | 46 | −1   |                             |
| 15   | U. D. Poblense         | 34   | 38 | 14 | 6  | 18 | 46 | 45 | +1   |                             |
| 16   | R. S. D. Alcalá        | 30   | 38 | 9  | 12 | 17 | 31 | 44 | −13  |                             |
| 17   | S. D. Ibiza            | 29   | 38 | 11 | 7  | 20 | 29 | 47 | −18  |                             |
| 18   | C. D. Fuengirola (D)   | 24   | 38 | 8  | 8  | 22 | 29 | 61 | −32  | Descenso a Tercera División |
| 19   | C. D. San Fernando (D) | 24   | 38 | 7  | 10 | 21 | 38 | 75 | −37  | Descenso a Tercera División |
| 20   | A. D. Torrejón (D)     | 22   | 38 | 8  | 6  | 24 | 26 | 61 | −35  | Descenso a Tercera División |

 Fuente: BDFútbol
Criterios de clasificación: Puntos · Diferencia de goles · Goles a favor · Play-off

#### Resultados
| Local \ Visitante     | ALB | ALA | ALY | ALG | ANT | BAD | CAL | CEU | FUE | GRA | HOS | IBI | JAE | LOR | PAR | POB | RAC | SFE | TAL | TOR |
| --------------------- | --- | --- | --- | --- | --- | --- | --- | --- | --- | --- | --- | --- | --- | --- | --- | --- | --- | --- | --- | --- |
| Albacete Balompié     | —   | 0–1 | 0–0 | 0–1 | 2–1 | 1–0 | 0–0 | 0–0 | 2–1 | 0–0 | 3–1 | 3–0 | 1–0 | 1–0 | 0–0 | 2–0 | 2–0 | 2–0 | 1–1 | 5–0 |
| R. S. D. Alcalá       | 0–1 | —   | 0–0 | 0–0 | 3–0 | 1–2 | 1–2 | 1–0 | 0–1 | 0–3 | 1–0 | 1–0 | 0–2 | 1–1 | 2–0 | 1–2 | 1–3 | 4–0 | 1–1 | 1–0 |
| C. D. Alcoyano        | 2–0 | 1–1 | —   | 0–1 | 1–0 | 1–0 | 1–2 | 3–2 | 1–0 | 2–1 | 1–1 | 3–1 | 1–0 | 1–0 | 0–0 | 4–1 | 1–2 | 4–3 | 0–0 | 2–0 |
| Algeciras C. F.       | 0–0 | 0–0 | 1–0 | —   | 1–0 | 2–2 | 2–0 | 1–0 | 2–0 | 0–0 | 1–0 | 2–0 | 1–0 | 1–1 | 3–0 | 0–0 | 0–0 | 1–1 | 0–1 | 2–0 |
| C. D. Antequerano     | 2–0 | 2–0 | 5–1 | 1–1 | —   | 2–0 | 1–1 | 3–1 | 3–1 | 5–2 | 1–0 | 2–0 | 1–0 | 0–0 | 0–0 | 2–1 | 1–0 | 3–1 | 0–0 | 1–0 |
| C. D. Badajoz         | 1–2 | 1–0 | 1–0 | 0–2 | 2–0 | —   | 4–0 | 2–0 | 1–0 | 3–0 | 1–1 | 1–0 | 4–1 | 1–0 | 1–0 | 1–0 | 2–3 | 7–0 | 0–2 | 2–0 |
| C. F. Calvo Sotelo    | 1–2 | 3–0 | 0–0 | 4–0 | 1–1 | 3–1 | —   | 0–0 | 3–1 | 1–2 | 2–1 | 1–0 | 0–1 | 0–1 | 2–0 | 2–0 | 2–1 | 4–2 | 2–0 | 3–1 |
| A. D. Ceuta           | 1–2 | 4–3 | 0–0 | 1–4 | 1–1 | 2–1 | 2–1 | —   | 2–0 | 0–0 | 1–1 | 1–2 | 1–0 | 2–1 | 5–0 | 3–0 | 3–0 | 4–0 | 5–0 | 1–0 |
| C. D. Fuengirola      | 1–4 | 0–0 | 0–2 | 0–1 | 0–0 | 0–1 | 0–0 | 1–0 | —   | 0–2 | 3–0 | 1–1 | 3–1 | 0–3 | 0–0 | 1–0 | 2–1 | 0–0 | 2–2 | 2–0 |
| Granada C. F.         | 1–0 | 2–1 | 2–0 | 1–2 | 0–0 | 0–1 | 3–0 | 2–1 | 3–1 | —   | 2–0 | 1–0 | 1–1 | 0–0 | 2–1 | 1–0 | 1–1 | 2–0 | 3–2 | 3–0 |
| C. D. Hospitalet      | 2–1 | 1–1 | 3–1 | 0–0 | 1–0 | 1–0 | 0–0 | 1–1 | 3–1 | 2–2 | —   | 3–1 | 2–2 | 1–0 | 1–1 | 2–2 | 1–0 | 1–0 | 0–3 | 5–1 |
| S. D. Ibiza           | 0–2 | 1–0 | 1–2 | 0–0 | 1–3 | 2–0 | 1–1 | 1–1 | 1–1 | 2–0 | 1–0 | —   | 2–1 | 1–0 | 2–1 | 2–0 | 0–2 | 1–1 | 2–1 | 2–0 |
| Real Jaén C. F.       | 0–2 | 0–0 | 0–1 | 2–0 | 2–2 | 1–0 | 0–0 | 1–0 | 5–0 | 1–3 | 2–2 | 2–0 | —   | 1–1 | 3–0 | 1–0 | 2–0 | 2–2 | 2–1 | 1–0 |
| C. F. Lorca Deportiva | 3–0 | 1–1 | 0–0 | 1–0 | 0–3 | 1–0 | 4–2 | 1–1 | 3–0 | 0–1 | 3–1 | 1–0 | 0–0 | —   | 0–1 | 2–0 | 0–1 | 3–0 | 2–2 | 1–1 |
| A. D. Parla           | 0–0 | 2–0 | 2–0 | 0–0 | 1–2 | 0–1 | 3–1 | 0–0 | 2–0 | 0–0 | 3–2 | 4–1 | 3–0 | 1–1 | —   | 0–0 | 2–0 | 2–1 | 3–1 | 3–1 |
| U. D. Poblense        | 0–1 | 4–0 | 5–0 | 1–1 | 0–0 | 2–1 | 1–0 | 2–2 | 3–1 | 1–2 | 3–1 | 1–0 | 0–1 | 2–0 | 3–1 | —   | 1–0 | 1–0 | 0–2 | 5–0 |
| Racing Portuense      | 1–0 | 0–1 | 0–1 | 1–0 | 1–0 | 0–0 | 1–1 | 1–1 | 2–1 | 1–0 | 0–0 | 2–0 | 3–0 | 1–1 | 1–1 | 2–0 | —   | 2–1 | 2–1 | 1–0 |
| C. D. San Fernando    | 0–5 | 2–2 | 3–0 | 2–3 | 1–0 | 0–2 | 3–2 | 0–0 | 2–3 | 0–1 | 0–2 | 0–0 | 1–1 | 0–3 | 2–0 | 4–3 | 0–0 | —   | 2–0 | 2–1 |
| Talavera C. F.        | 1–1 | 0–0 | 2–0 | 0–1 | 1–0 | 2–0 | 5–0 | 1–0 | 2–0 | 0–1 | 1–1 | 1–0 | 1–0 | 4–0 | 1–2 | 0–2 | 1–1 | 2–0 | —   | 2–0 |
| A. D. Torrejón        | 2–2 | 2–1 | 2–1 | 2–0 | 0–1 | 1–0 | 1–0 | 0–2 | 3–1 | 0–1 | 0–1 | 1–0 | 1–2 | 0–1 | 0–0 | 2–0 | 0–0 | 2–2 | 2–2 | —   |

## Resumen
Campeones de Segunda División B
| - Bilbao Athletic Club | - Granada Club de Fútbol |

Ascienden a Segunda división:
| Grupo I - Bilbao Athletic - Club Deportivo Tenerife | Grupo II - Granada Club de Fútbol - Algeciras Club de Fútbol |

Descienden a Tercera división: 
| Grupo I - Burgos Club de Fútbol - Cultural y Deportiva Leonesa - Club de Fútbol Reus Deportivo | Grupo II - Club Deportivo Fuengirola - Club Deportivo San Fernando - Agrupación Deportiva Torrejón |

## Copa del Rey
Los diez primeros clasificados de cada grupo se clasifican para la siguiente edición de la Copa del Rey.
El Burgos CF dejó de competir y el San Sebastián CF renunció a participar en la Copa del Rey. Sus puestos los ocuparon el SD Compostela y el SD Huesca, undécimo y duodécimo clasificados.
| Predecesor: 1981/82 | Segunda División "B" de España 1982/1983 | Sucesor: 1983/84 |

- Datos: Q2837718